# Итанкур
Итанку́р (фр. Itancourt) — коммуна во Франции, находится в регионе Пикардия. Департамент коммуны — Эна. Входит в состав кантона Рибмон. Округ коммуны — Сен-Кантен.
Код INSEE коммуны — 02387.

## Население
Население коммуны на 2010 год составляло 1118 человек.
| 1962 | 1968 | 1975 | 1982 | 1990 | 1999 | 2010 |
| ---- | ---- | ---- | ---- | ---- | ---- | ---- |
| 540  | 566  | 671  | 751  | 998  | 1048 | 1118 |

## Экономика
В 2010 году среди 738 человек трудоспособного возраста (15—64 лет) 519 были экономически активными, 219 — неактивными (показатель активности — 70,3 %, в 1999 году было 70,2 %). Из 519 активных жителей работали 476 человек (252 мужчины и 224 женщины), безработных было 43 (14 мужчин и 29 женщин). Среди 219 неактивных 79 человек были учениками или студентами, 87 — пенсионерами, 53 были неактивными по другим причинам.